# Municipio de Cleveland (condado de Cuming)
El municipio de Cleveland (en inglés: Cleveland Township) es un municipio ubicado en el condado de Cuming en el estado estadounidense de Nebraska. En el año 2010 tenía una población de 181 habitantes y una densidad poblacional de 1,96 personas por km².

## Geografía
El municipio de Cleveland se encuentra ubicado en las coordenadas 42°2′23″N 96°43′12″O / 42.03972, -96.72000. Según la Oficina del Censo de los Estados Unidos, el municipio tiene una superficie total de 92.33 km², de la cual 92,3 km² corresponden a tierra firme y (0,03 %) 0,03 km² es agua.

## Demografía
Según el censo de 2010, había 181 personas residiendo en el municipio de Cleveland. La densidad de población era de 1,96 hab./km². De los 181 habitantes, el municipio de Cleveland estaba compuesto por el 95,58 % blancos, el 4,42 % eran de otras razas. Del total de la población el 3,87 % eran hispanos o latinos de cualquier raza.